# Buslijn 36 (Amsterdam)

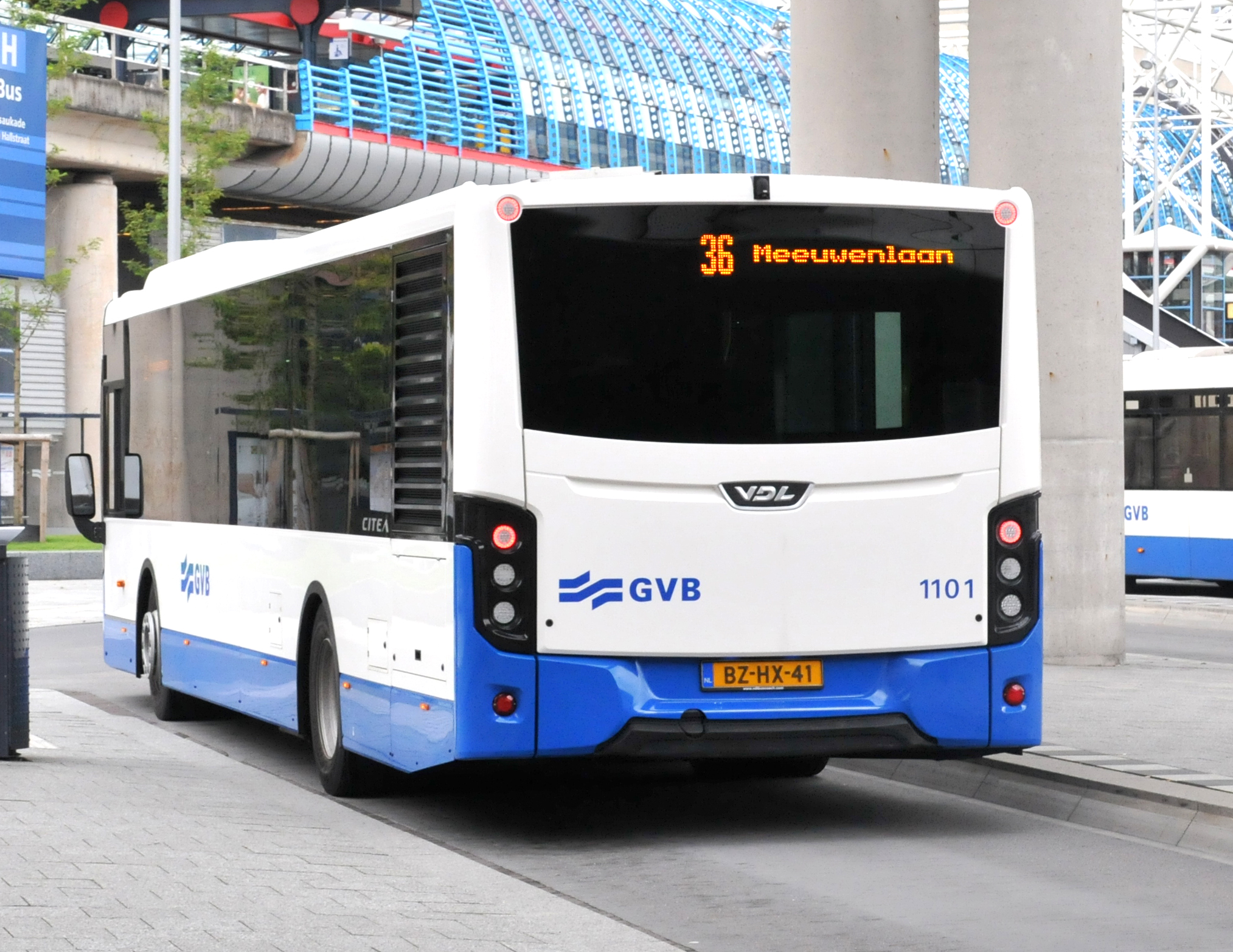
Een VDL Citea van lijn 36 op station Sloterdijk, augustus 2011

Buslijn 36 is een stadsbuslijn in Amsterdam geëxploiteerd door het GVB en verbindt het station Sloterdijk met metrostation Noord.

## Geschiedenis
Buslijn 36 werd ingesteld op 27 juni 1966 en verbond het Bos en Lommerplein in Amsterdam West via de toen geopende Coentunnel met de wijk Tuindorp Oostzaan in Amsterdam Noord. De lijn begon bescheiden met een halfuurdienst. Op 9 december 1968 werd de lijn samen met lijn 35 doorgetrokken naar de nieuwe Molenwijk.
Op 16 februari 1969 vond een belangrijke uitbreiding plaats en werd de lijn via Tuttifruttidorp, het Mosplein, het Buikslotermeerplein, Nieuwendam-Noord en verder via de route van lijn 31 via de Schellingwouderbrug doorgereden naar het Muiderpoortstation. Niet alle bussen van lijn 36 bereden echter het gehele traject. Een deel van de bussen reed alleen tussen Molenwijk en het Muiderpoortstation. Op 12 oktober 1971 werd de lijn verlegd door Floradorp.
Vanaf 24 september 1972 werd lijn 36 buiten de spitsuren niet doorgaand geëxploiteerd. Lijn 36 reed tussen het Muiderpoortstation en Molenwijk en een aparte lijn 36 pendelde tussen Molenwijk en het Bos en Lommerplein. De spitsritten van lijn 31 reden ook als lijn 36. Omdat dit voor de passagiers erg verwarrend was werd dit op 25 februari 1973 weer ongedaan gemaakt en op 28 mei 1973 werden de ritten tussen Molenwijk en het Muiderpoortstation daarom vernummerd in lijn 38 en de spitsritten tussen Buikslotermeer en het Muiderpoortstation in lijn 31, waarbij lijn 36 voortaan de gehele route reed en lijn 38 de korte route.

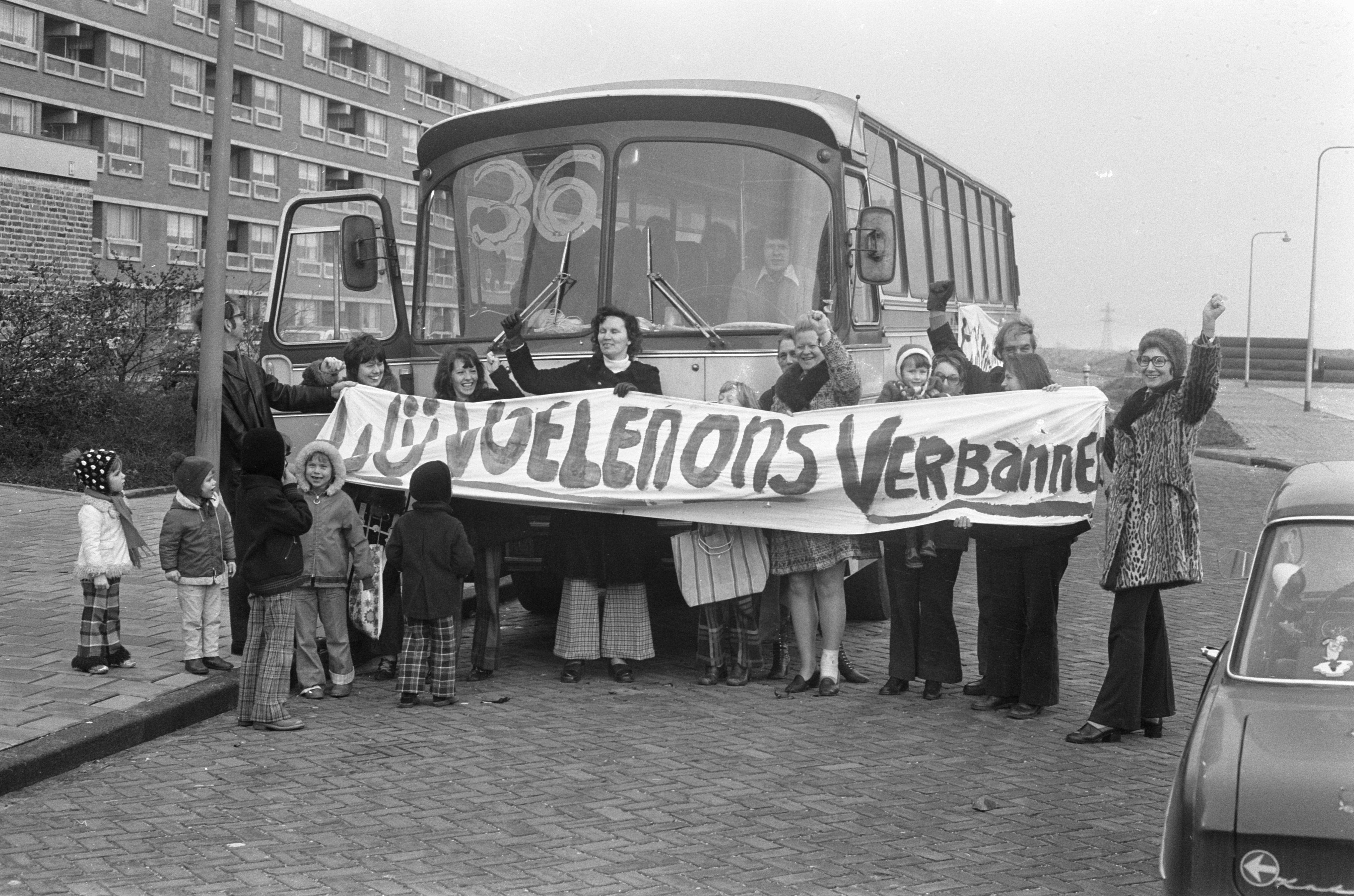
Protesten in 1973 tegen het uitblijven van verlegging van lijn 36 door de Banne

Op 6 oktober 1974 vond wederom een tweetal uitbreidingen plaats. Lijn 36 werd van het Bos en Lommerplein via het Rembrandtpark doorgetrokken naar het Hoofddorpplein en werd verder, na protesten van de bewoners van het uitblijven van verlegging door de Banne, alsnog verlegd via Banne Buiksloot waar een rondje doorheen werd gereden. Lijn 38 reed dit rondje echter niet. Op 6 januari 1975 verviel het lijnnummer 31 weer en reden de ritten weer als lijn 36. Op 16 oktober 1977 werd de route door het Rembrandtpark vervangen door een route door de Jan Voermanstraat en Derkinderenstraat.
Hiermee werd lijn 36 de langste stadsbuslijn van Nederland en een rit van begin tot eindpunt duurde toen meer dan anderhalf uur en telde 70 haltes. Door het toen nog bestaande eenheidstarief was het mogelijk de gehele rit voor de prijs van slechts één rit te rijden, en men daarmee even duur uit was indien men slechts één halte mee ging. Door het toen ook nog bestaande uitrijrecht was het zelfs mogelijk om kort voor het verstrijken van de geldigheidsduur van 45 minuten overstaprecht bij het eindpunt in te stappen en dan de gehele rit van anderhalf uur nog uit te zitten. Hierdoor kon de overstapptijd voor één ritje oplopen tot bijna 2 uur en 15 minuten. Daar er langs de route van de lijn vele bejaardentehuizen gevestigd waren was het voor de bewoners daarvan een geliefd en goedkoop ritje van anderhalf uur om wat van de stad te zien.
Doordat deze lange buslijn een onregelmatige dienstuitvoering kende wilde men de lijn opdelen in drie lijnen, 36, 37 en 38. Dit kon pas gebeuren als de nieuwe Brug 970 (officieus: IJdoornlaanbrug) gereed was. Omdat deze opening met 5 jaar was uitgesteld werd deze opdeling uitgesteld. Als tijdelijke maatregel verschenen de winkelbuslijnen 36S en 38S die tussen de spitsuren rechtstreeks naar het winkelcentrum reden echter niet op maandagochtend, koopavond en zaterdag.

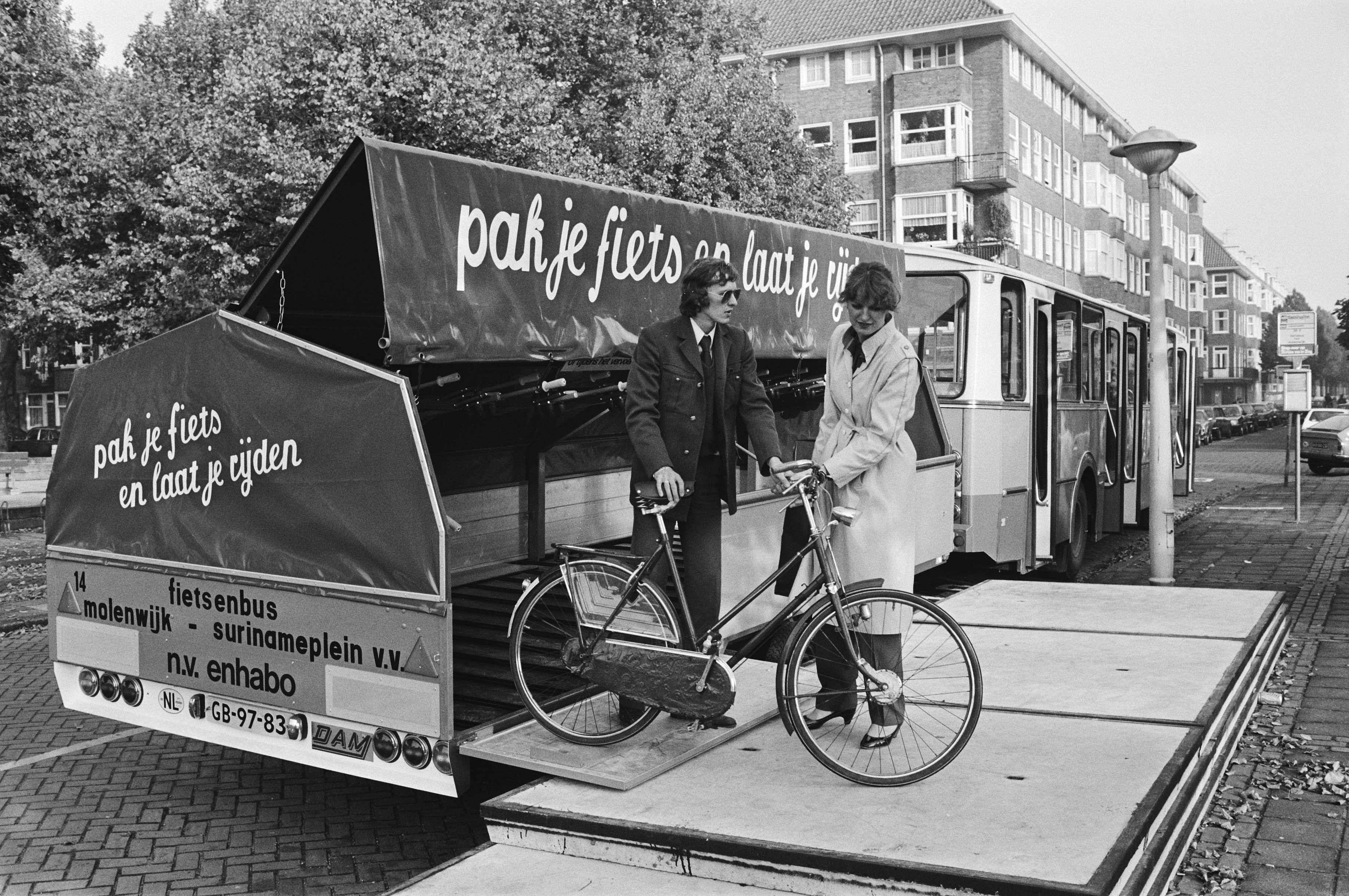
Fietsaanhanger achter gehuurde Enhabo bus op lijn 36F, Surinameplein 1982

In het najaar van 1982 bestond kortstondig een speciale Fietsbus "36F". Deze lijn reed met een fietsaanhanger in de spits nonstop tussen Molenwijk en het Surinameplein. De lijn werd echter wegens het geringe gebruik na nog geen drie maanden weer opgeheven.
Op 29 mei 1983 werd lijn 36 ingekort tot Banne Buiksloot en reed alleen lijn 38 nog het verdere traject. De helft van de ritten reed echter tot Molenwijk en de overige ritten reden voortaan via het nieuwe station Sloterdijk Noord. Hiermee was lijn 36 niet meer de langste stadsbuslijn van Nederland en werd dit de Haagse lijn 23. Op 26 september 1983 werd de IJdoornlaanbrug eindelijk open gesteld voor het verkeer en vond de definitieve opsplitsing plaats. Lijn 36 reed voortaan tussen het Hoofddorpplein en het Buikslotermeerplein terwijl de nieuwe lijn 37 de verbinding tussen Banne Buiksloot en het Muiderpoortstation ging verzorgen. Lijn 38 werd voortaan een interne Noordlijn tussen Molenwijk, Oud Noord en Nieuwendam Noord.
Op 1 juni 1986 werd lijn 36 ingekort tot het traject Buikslotermeerplein-Station Sloterdijk. Het traject naar het Hoofddorpplein werd overgenomen door de nieuwe lijn 64. Een jaar later werd in de spitsuren ter versterking van lijn 64 doorgereden naar Station Lelylaan. In 1991 verviel deze spitsroute en werd vervangen door de nieuwe spitslijn 49. In mei 1992 werd de lijn verlegd via Kadoelen en vanaf het Buikslotermeerplein verlengd naar het Centraalstation. In de avonduren werd de lijn samen met lijn 39 verlegd via de route door Nieuwendam van de op dat tijdstip niet meer rijdende lijn 32. In Oud Noord kreeg lijn 36 in de avond dezelfde route als lijn 39. De lijn had daarom in de avonduren een veel langere en slingerende route dan overdag. In september 1993 werd dit weer ongedaan gemaakt. In september 2004 werd de lijn verlegd via een nieuwe busbaan achter Kadoelen langs.
Op 28 mei 2006 werd in het kader van de optimalisatie van het lijnennet van het GVB de lijn weer ingekort tot het traject Station Sloterdijk-Buikslotermeer. In de spitsuren verscheen een scholierenlijn 336 die verder reed naar de scholen aan de Meeuwenlaan. Met de jaardienst 2011 werd de lijn vanaf Banne Buiksloot verlegd via Floradorp naar de Meeuwelaan waardoor lijn 336 overbodig werd en verviel het traject naar het Buikslotermeerplein dat werd overgenomen door lijn 34. Met de jaardienst 2012 werd de lijn ingekort tot het Boven IJ Ziekenhuis en verviel het traject door Floradorp en naar de Meeuwenlaan. Sindsdien rijdt de lijn van het nieuwe busstation Sloterdijk via de Coentunnel, Molenwijk en Kadoelen naar Banne Buiksloot. Vanaf de jaardienst 2014 wordt op zaterdag en zondagavond na 20.00 uur en op zondagmorgen voor 11.00 uur in verband met het geringe vervoer niet meer gereden.
Sinds 14 december 2015 rijdt de lijn niet meer na 20.00 uur en op zondag. Het vervoer in die uren was minimaal, dit in tegenstelling tot de spitsuren wanneer er wel veel vervoer bestaat en een 10 minutendienst wordt gereden. Er bestaat voor de passagiers voor vrijwel alle haltes een alternatieve verbinding vanuit noord met de lijnen 34, 35 of 392 naar het Centraal Station en vandaar met de trein of lijn 22, naar Sloterdijk.
Op 13 december 2015 werd de lijn wederom verlengd via de IJdoornlaan naar het viaduct Waddenweg waardoor er weer een rechtstreekse verbinding is ontstaan met het Buikslotermeerplein. In tegenstelling tot vroeger wordt niet doorgereden naar het Olof Palmeplein.

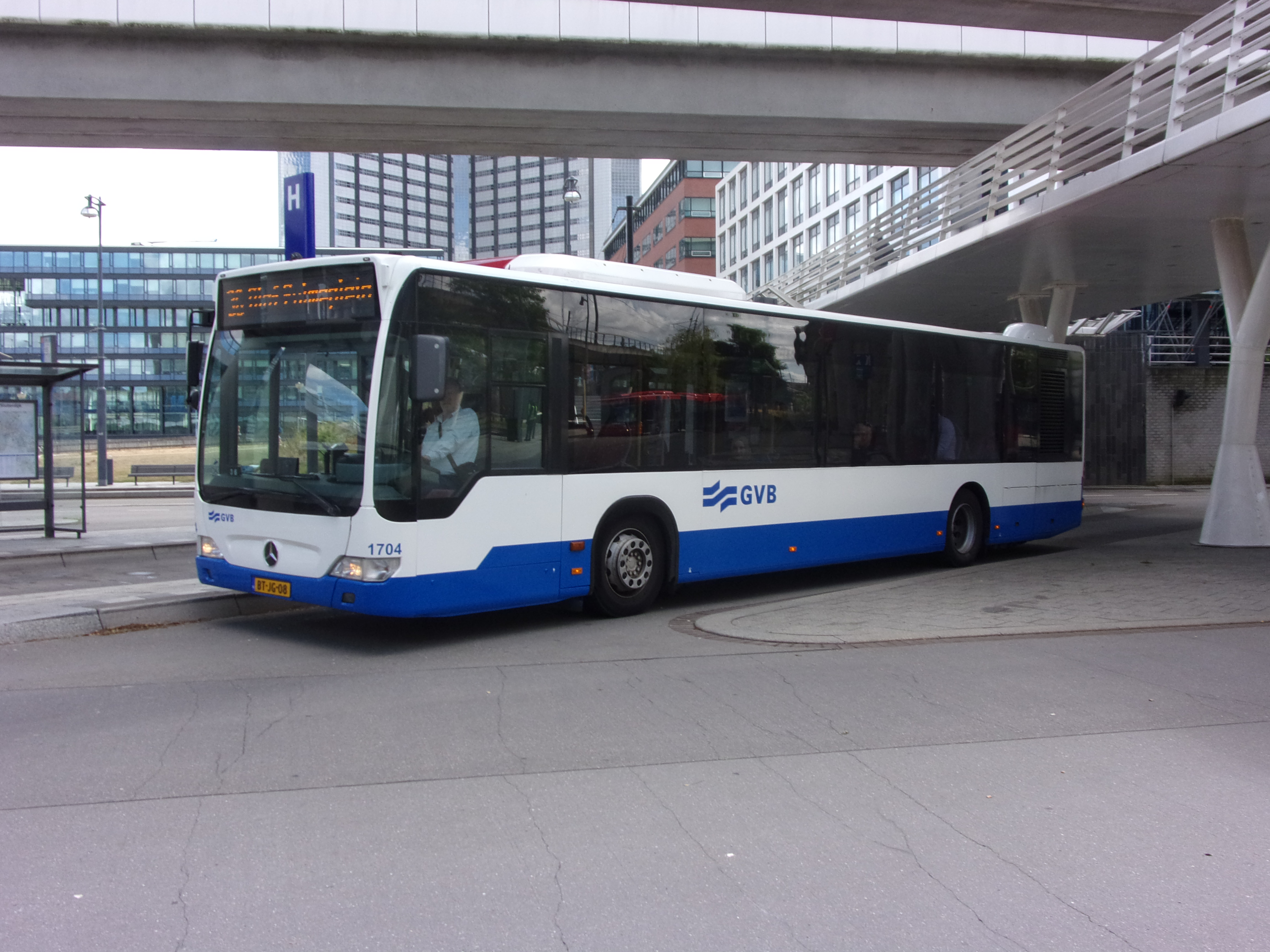
Mercedes Citaro 1704 overgenomen van Connexxion op lijn 36 op Sloterdijk in 2018

Op 22 juli 2018 toen de Noord-Zuidlijn in exploitatie werd genomen werd de lijn verlegd door Tuttifruttidorp in plaats van door Kadoelen en rijdt vandaar de voormalige route van lijn 37 en kreeg zijn eindpunt op het Olof Palmeplein. Ook wordt weer op zondag gereden maar net als alle anderen dagen tot 20.00 uur. Op 7 april 2019 verdween de lijn van het Olof Palmeplein maar maakt nu een lus door Amerbos. Ook wordt weer in de avonduren tot einde dienst gereden.
De lus door het Amerbos kwam per 12 december 2021 te vervallen, waardoor de lijn werd ingekort tot station Sloterdijk - station Noord. Ook wordt niet meer over de Kabelweg gereden maar rechtstreeks over de A10. Sinds 12 december 2021 worden elektrische bussen ingezet omdat niet meer onder een te lage brug wordt gereden.

## Exploitatie
Lijn 36 wisselde in zijn bestaan zes maal van exploitatiegarage, zo reed de lijn van 1966 tot 1969 vanuit garage west, van 1969-1994 vanuit garage noord, van 1994-2000 vanuit west, van 2000-2002 vanuit noord, 2002-2006 vanuit west, van 2006-2011 vanuit noord en sinds 2011 vanuit west. De reden hiervan was dat lijn 36 als enige noordlijn ook een eindpunt in west had en zo gemakkelijk kon worden geschoven zonder dat lange garageritten noodzakelijk waren.
Huidig: 15 · 18 · 21 · 22 · 34 · 35 · 36 · 37 · 38 · 40 · 41 · 43 · 44 · 47 · 48 · 49 · 61 · 62 · 63 · 65 · 66 · 68 · 231 · 233 · 245 · 246 · 247 · 267 · 360 · 369 · 461 · 463 · 464
Voormalig: A · B · C · D · E · F · G · H · K · L · M · P · R · S · 5 · 6 · 8 · 11 · 12 · 13S · 14 · 17 · 19 · 20 · 23 · 26 · 28 · 29 · 30 · 31 · 32 · 33 · 39 · 42 · 44P · 45 · 46 · 50/51 · 53 · 54 · 55 · 56 · 57 · 58 · 59 · 60 · 60S · 64 · 67 · 69 · 70 · 95/195 · 148 · 149 · 165/166 · 192 · 199 · 222 · 230 · 232 ·  240 · 248 · 249 · 265 · 269 · 315 · 326 · 465 · 580 · 581 · 582 · 583

Zie ook: Amsterdams busnet · Geschiedenis busnet · Amsterdams nachtbusnet · Portaal openbaar vervoer